# Mafaijijo
Mafaijijo est une commune urbaine malgache située dans la partie sud-ouest de la région de Melaky.